# Abelag Aviation
Abelag Aviation è stata una compagnia aerea con sede e Bruxelles, Belgio. Svolgeva voli charter ad hoc, servizi di aero-taxi, voli cargo e voli sanitari (inclusi servizi di aeroambulanza), e anche voli in elicottero per personalità di rilievo. La sede principale era situata presso l'Aeroporto di Bruxelles-National, con basi secondarie presso l'Aeroporto di Anversa-Deurne, l'Aeroporto di Courtrai-Wevelgem, l'Aeroporto di Lilla Lesquin, in Francia e l'Aeroporto di Eindhoven, nei Paesi Bassi.

## Storia
La società fu creata nel 1964. Nel 2005 fu ribattezzata Abelag Aviation, e nel 2011 assorbì Sky Service. Nel 2013 fu acquistata da Luxaviation, divenendo nel 2016 Luxaviation Belgium.

## Flotta
Nel 2016 la flotta era composta dai seguenti velivoli:
- 3 Bombardier Learjet 45
- 1 Dassault Falcon 7X
- 3 Cessna Citation CJ2
- 2 Cessna Citation CJ3
- 6 Cessna Citation Excel
- 1 Cessna Citation V Ultra
- 1 Cessna Citation II (SII)
- 2 Dassault Falcon 2000 Ex easy
- 3 Embraer Phenom 100
- 1 Eurocopter AS365
- 2 Raytheon Beech King Air 200